# Georges Auric
Georges Auric (Lodeva, Erau, 15 de febrer de 1899 – París, 23 de juliol de 1983) fou un compositor francès.
Alumne primer del Conservatori de París i després de la Schola Cantorum de Vincent d'Indy. Entusiasta en un principi de la música de Ravel, seguí llurs petjades en les primeres composicions, però més tard, sota la influència d'Erik Satie, constituí amb Durey i Honegger el grup que, amb la incorporació d'altres músics "avantguardistes", fou conegut amb el nom d'Els sis. D'aquest període de llur carrera, l'obra més representativa és la música d'escena composta per a Les Fâcheux, de Molière, convertida més tard en ballet. Les obres del període 1920-30 tenen una influència força notable de Stravinski, encara que llur estil tingui certa tendència envers l'expressió personal, generalment humorística. A través de llurs audàcies harmòniques i formals, deixa endevinar, tanmateix, una sòlida formació tècnica, i en llurs composicions no li'n són alienes, detalls molt genials.
La llista d'obres compren fins al 1930: per a teatre, Les Noces de Camache, ballet, La Reine de coeur; Les Fâcheux; Les Pélicans; el ballet Les Matelots; La Pastorale; Mariage de M. le Troubadec; Les Enchantements d'Alcine, ballet representat en l'Òpera de París el 1929, i música d'escena de Malbruck se'n va-t-en guerre, i de Les alegres comares de Windsor; per a orquestra, Foxtrot; Nocturne; i Suite; per a piano, Tres pastorals; Adieu New-York, foxtrot; Sonatine, i Chandelles romaines, aquesta última per a dos pianos. Per a cant escriví tres interludis; Huit poèmes; Les Joues en feu; Alphabet, i dos o tres quaderns més de melodies. Del seu treball en contacte en diverses disciplines artístiques, fou el cinema el que li donà major fama i on ell es trobava més còmode component.
Auric demostrà també una gran capacitat per a desenvolupar càrrecs oficials i d'organització, fins a assolir un lloc destacat en el món musical parisenc. De 1954 a 1977 fou president de la Societat d'autors, compositors i editors de música de França. El 1962 ingressà en l'Institut i, de 1962 a 1968, fou administrador de l'Òpera i de l'Opéra-Comique. També exercí com a crític. En llur creació artística, Auric fou considerat iconoclasta, irreverent i fins i tot humorístic. La seva obra mostra un estil melòdic ple de gràcia, una harmonia simple i una construcció que treu profit de la més petita inspiració. A partir de 1930 compongué Sonata en fa (1931) i Partita pour deux pianos (1958), entre la música de cambra; Phèdre (1950), i La Reine du cour (1949) entre els seus millors ballets; en el cinema compongué per a René Clair (À nous la liberté, 1932), Jean Cocteau (Le Sang d'un poète, 1930); La Belle et la Bête, 1946), John Huston (Moulin Rouge), 1952) i un llarg etc.; el cicle Imaginées (iniciat el 1968), ambiciosa peça experimental entre instrumental i vocal.